# École supérieure des beaux-arts de Tours
Pour les articles homonymes, voir École des beaux-arts et École supérieure d'art.
L''École supérieure d’art et de design TALM-Tours, anciennement École supérieure des beaux-arts de Tours, est une école supérieure d'art territoriale, située dans le quartier Lamartine à Tours (Indre-et-Loire).

## Historique
L'École supérieure des beaux-arts de Tours est fondée en 1774. En 1871, c’est une école académique puis devient école régionale en 1885. Après la guerre, elle est reconstruite en 1958 au cœur de la ville, au jardin François sur les plans de Pierre Patout, architecte figure proue du style paquebot. L'école a été transférée en 2015 sur le site de l’ancienne imprimerie MAME, conçue par l’architecte Bernard Zehrfuss et le designer Jean Prouvé. Le site MAME, réhabilité par Tours métropole, accueille désormais la Cité de la création et de l’innovation et l'ancienne chapelle du Petit-Saint-Martin est une annexe.
L’École supérieure des beaux-arts de Tours intègre en 2010 l’établissement public de coopération culturelle (EPCC) TALM à la suite des accords de Bologne portant sur l’organisation de l’enseignement supérieur dans l’espace européen (réforme LMD). L'EPCC TALM est formé par le regroupement des écoles supérieures d'art de Tours, Angers et Le Mans. La réforme de Bologne a offert aux écoles d’art territoriales de délivrer des diplômes reconnus par l’enseignement supérieur européen (grade master et grade licence). En 2016, TALM embrasse une nouvelle identité et devient : École supérieure d'art et de design. Elle est membre de l'Association nationale des écoles d'art (ANdéA).
TALM est implanté sur trois villes (Tours, Angers et Le Mans), trois départements (Indre-et-Loire, Maine-et-Loire, Sarthe) et deux régions (Centre Val-de-Loire et Pays de la Loire) et est un des acteurs majeurs de l’enseignement supérieur et de la culture des territoires ligériens. L’établissement accueille sur ses trois sites plus de 600 élèves (troisième école d’enseignement artistique en France), et 145 salariés dont 105 professeurs.
Les principaux objectifs d’intérêt général de TALM sont les suivants :
- assurer un enseignement supérieur en art et délivrer des diplômes conférant les grades licence, master et doctorat (en cours) :
  - les diplômes délivrés par TALM sont le DNA (diplôme national d’arts plastiques en trois ans) et le DNSEP (diplôme national supérieur d’expression plastique en cinq ans) en option Art (avec des mentions Conservation restauration des biens culturels spécialité œuvres sculptées, Sculpture et Techniques textiles) et en option Design (avec des mentions BAD design, Design computationnel et mécatronique, Design sonore et Design et territoire),
- nouer des partenariats avec les institutions académiques (universités, autres établissements d’enseignement supérieur) et culturelle des territoires ;
- participer sur nos territoires au développement de l’enseignement supérieur et être présent dans les COMUE (Communautés d’universités et d’établissements) dont nous relevons ;
- développer un réseau de partenaires internationaux dans le cadre des politiques européennes (via le dispositif Erasmus+ notamment) et internationales ;
- organiser des expositions, des colloques ou encore des rencontres de nature à mieux faire connaître les enjeux et les acteurs de l’art contemporain ;
- participer au niveau national au travail de concertation entre les écoles d’art pour anticiper et coordonner l’enseignement supérieur artistique ;
- participer à la recherche en art (TALM est actif dans ce domaine depuis plusieurs années) et mettre en place un troisième cycle artistique (en cours pour TALM) ;
- proposer aux enfants et aux adultes de nos territoires des cours publics avec de multiples choix tels que peinture, dessin, sculpture, histoire de l’art, photographie, arts du feu, etc. (cela concerne plus de mille personnes sur nos trois sites).

TALM se caractérise enfin par les multiples compétences des professeurs (artistes, designer(euse)s, architectes, photographes, vidéastes, spécialistes des arts numériques, conservateur(trice)s-restaurateur(trice)s, etc.), des équipes techniques chargées des ateliers (lithographie, sérigraphie, arts numériques, métallerie, menuiseries, arts du feu, etc.) et des équipes administratives (administration, ressources humaines, relations internationales, communication, etc.).
La bibliothèque de l’École supérieure d’art et de design TALM-Tours est un élément constitutif de l’identité de l’établissement. Ce lieu convivial de travail, d’étude, de recherche, se réorganise, depuis 2018, à partir d’un nouveau projet : la bibliothèque mute d’un espace spécialisé dans la conservation et la lecture d’une collection organisée de livres en un atelier, c’est-à-dire un lieu ressource où s’élaborent les productions artistiques des élèves. Pour s’adapter aux besoins de ces derniers, pour développer l’attractivité de la bibliothèque où dorénavant dialoguent des ressources papier et des ressources numériques, la bibliothécaire propose de multiples expériences d’accueil. L’aménagement du lieu est l’étape symbolique qui marque le changement de paradigme : pour plus de confort, des canapés, des fauteuils, des coussins et des plaids cohabitent désormais avec un mobilier fonctionnel. Le projet se poursuivra en aménageant au sein de la bibliothèque un espace convivial avec accès à des boissons chaudes et une restauration légère. 
La bibliothèque dispose d’un fonds de dix-huit mille documents imprimés et deux cents titres de périodiques français et étrangers. C’est un lieu de rencontre et de confrontation avec l’art, avec les savoirs et la production artistique contemporaine. Elle met aussi en œuvre la documentation nécessaire à la recherche et à l’évolution des techniques dans le domaine de la conservation-restauration. Ce lieu, qui est désormais organisé comme un atelier, participe à l’élaboration du questionnement, de la réflexion et de la recherche des élèves en lien étroit avec l’équipe pédagogique. Les bibliothécaires ont ainsi pour mission de permettre aux élèves d’apprivoiser les ressources documentaires et interviennent individuellement ou collectivement tout au long des trois cycles en méthodologie de la recherche.

## Cursus
L’école de Tours spécialisée en art depuis sa naissance se caractérise par la création en 1983 d’une formation unique en France : la conservation-restauration des œuvres sculptées. Depuis 2017, l’école propose un cursus de master en sculpture.
L'école propose trois cursus distincts :
- un cursus en option Art, construite sur le fondement commun d’une pédagogie généraliste, qui s’attache à offrir à l’élève la possibilité d’expérimenter des techniques, des savoir-faire, des approches méthodologiques diverses, et d’investir des modes artistiques les plus larges possibles : de la peinture, du dessin, du graphisme, de la sculpture, de l’installation, de l’architecture, de la photographie, de la vidéo, du cinéma, de la création sonore jusqu’à l’art numérique. Ce cursus permet d'obtenir à bac + 3 par un diplôme national d'art, et à bac + 5 par un diplôme national supérieur d'expression plastique ;
- un cursus unique en France offrant la mention conservation et restauration des biens culturels spécialité œuvres sculptées, également sanctionné par un diplôme national supérieur d'expression plastique à bac + 5 et permettant aux professionnels diplômés d'exercer sur les biens des collections publiques des musées de France ;
- un cursus accessible à partir du master offrant la mention Sculpture.

## Les membres de l'École

### Directeurs
- Charles-Antoine Rougeot, de 1781 à 1797, fondateur de l'École royale académique de peinture et des arts dépendants du dessin.
- Jean-Jacques Raverot, de 1797 à 1826.
- Jean-Charles Cazin, de 1868 à 1871.
- Jean-Émile Lafon, de 1871 à 1876.
- Félix Laurent, de 1876 à 1905. Il obtient pour l'école le statut d'école régionale des beaux-arts en 1881, subventionnée par l'État.
- Eugène Marie Louis Chiquet, dès 1905.
- Boille, en 1935.
- Olivier Seguin, de 1972 à 1990.
- Sarah Zürcher.
- Marie-Haude Caraës, de 2015 à 2019.
- Ulrika Byttner, de 2019 à 2022.
- Léo Guy-Denarcy depuis 2023

### Enseignants en art
- Courault, actif en 1900-1903.
- Michel Gassies (né en 1925), cours de croquis.
- Maurice Mathurin (1884-1965), prix de Rome.
- Mathurin Méheut, en 1945.
- Jesús Alberto Benítez, artiste.
- Sandra Delacourt, historienne et théoricienne de l'art.
- Rolan Dropsy, designer.
- Paul Guimezanès.
- Cécile Hartmann, artiste.
- Chloé Quenum, artiste.
- Christian Henry, artiste.
- David Kidman, artiste.
- Fred Morin, artiste.
- Thierry Mouillé, artiste.
- Diego Movilla, artiste.
- Antoine Parlebas, historien de l'art.
- Bruno Saulay, artiste.
- Michèle Tolochard, artiste.
- Tristan Trémeau, historien de l'art et critique.
- Vincent Voillat, artiste.
- Cyril Zarcone, artiste.
- Nikolas Chasser Skilbeck, artiste.

« Les professeur·es ».

### Anciens élèves notables
- François Sicard (1862-1934).
- Georges Souillet (1861-1947).
- Lucien Émile Porcheron (1876-1957).
- Léo Fontan (1884-1965), de 1900 à 1903.
- Jacques Jansen (1913-2002), baryton.
- Marcel Tillard (1913-1981), dessinateur.
- Philippe Marie Picard (1915-1997).
- André Plisson (1929-2015), second deuxième prix de Rome en 1956.
- Jacques Coquillay (né en 1935), de 1956 à 1958.
- Patrick Lanneau (né en 1951), peintre, de 1971 à 1972.
- Ben l'Oncle Soul[1], chanteur.
- Christophe Lalanne, artiste, directeur artistique et de la galerie EXUO.
- Massinissa Selmani, plasticien.
- Laurent Mauvignier, écrivain.

### Enseignants en conservation-restauration
- Julia Becker
- Jeanne Cassier
- Sophie Joigneau
- Marie-Christine Louis
- Hervé Manis
- Marcel Molac
- Gaëlle Pichon-Meunier
- Fabien Pilon
- Patrick Turini